# Pinnes
Pinnes, Pinneu o Pineu (en llatí Pinnes, Pinneus, en grec antic Πίννης) va ser príncep d'Il·líria, fill d'Agró i de la seva dona Triteuta.
A la mort del seu pare l'any 231 aC Pinnes era un infant i va quedar sota la regència de la seva madrastra Teuta, amb la que s'havia casat Agró després de divorciar-se de Triteuta.
Quan Teuta va ser derrotada pels romans a la Primera Guerra Il·líria, Demetri de Faros, al que Roma havia concedit l'administració de part dels dominis il·liris i que es va casar amb Triteuta, va rebre la tutela del noi.
Demetri, més endavant, es va enfrontar a Roma i ràpidament va ser derrotat pel cònsol Luci Emili Paule l'any 219 aC i es va haver de refugiar a la cort de Filip V de Macedònia. Els romans van col·locar al tron a Pinnes, sota dependència de Roma. L'any 216 aC s'esmenta el tribut que pagava aquest rei.
L'any 212 aC el va succeir Escerdílides.